# Fach Auto Tech
Fach Auto Tech (zapis stylizowany: FACH Auto Tech) – szwajcarski zespół wyścigowy. W historii startów ekipa pojawiała się w stawce Porsche Supercup, Blancpain Endurance Series, ADAC GT Masters oraz Pucharach Porsche Carrera. Siedziba zespołu znajduje się w szwajcarskiej miejscowości Sattel.
W Porsche Supercup zespół startuje od 2013 roku. W pierwszym sezonie startów Christian Engelhart został sklasyfikowany na ósmym miejscu, a ekipa był siódma w klasyfikacji zespołów.